# Catherine Moureaux
Pour les articles homonymes, voir Moureaux.
Catherine Moureaux, née le 22 juin 1978 à Uccle, est une femme politique belge francophone, membre du Parti socialiste.
Fille des figures politiques Philippe Moureaux et Françoise Dupuis, elle est députée au Parlement bruxellois entre 2010 et 2019, députée au Parlement de la Communauté française de Belgique de 2014 à 2019 et bourgmestre de Molenbeek-Saint-Jean depuis 2018.

## Biographie

### Situation personnelle
Catherine Moureaux est la fille de Philippe Moureaux et Françoise Dupuis, tous les deux actifs en politique. 
Pendant une dizaine d'années, elle exerce la médecine au sein de deux maisons médicales.
Elle mène deux recherches pour l'université libre de Bruxelles (ULB) : l’une sur la comparaison en termes de qualité des soins entre le système forfaitaire et le système à l’acte en médecine générale en Belgique et l’autre sur l’utilisation des données des mutuelles en vue de la cartographie de Bruxelles en santé,. Elle est chargée d’enseignement et donne cours aux étudiants en santé publique de l’ULB,.
Pendant vingt ans, elle joue au basketball à un haut niveau.

### Parcours politique
Catherine Moureaux adhère au Parti socialiste en 2005. Elle est secrétaire à la Fédération bruxelloise des jeunes socialistes.
Elle est députée bruxelloise de juillet 2010 à décembre 2012, en remplacement de Fatiha Saïdi, élue sénatrice, puis de juillet 2013, en remplacement d'Olivia P'tito, à avril 2019. Elle est présidente du groupe PS au Parlement francophone bruxellois et députée au Parlement de la Fédération Wallonie-Bruxelles.
Entre le 7 décembre 2012 et le 12 juillet 2013, elle est cheffe de cabinet du secrétaire d’État Rachid Madrane, après avoir renoncé à ses indemnités de sortie du Parlement bruxellois.
Elle est conseillère communale à Schaerbeek après avoir obtenu 941 voix aux élections communales de 2012.
Aux élections régionales de 2014, elle obtient 1788 voix dans le canton de Molenbeek-Saint-Jean sur un total de 5082 voix de préférences sur l'ensemble de la région de Bruxelles-Capitale.
Tête de liste du PS lors du scrutin communal de 2018 à Molenbeek-Saint-Jean, elle arrive en tête des suffrages avec 31,4 % des suffrages pour 24 % à Françoise Schepmans, bourgmestre sortante (Mouvement réformateur). Elle propose au Parti du Travail de Belgique de former pour la première fois de son histoire en Belgique francophone une coalition à l'échelon communal mais doit y renoncer et forme une coalition avec la liste de la bourgmestre sortante. Elle est la seule femme désignée bourgmestre en Région bruxelloise,.

## Prises de position
En 2017, Catherine Moureaux critique le programme scolaire d'enseignement de la colonisation belge. Elle regrette que le mot « crime » ne soit pas utilisé, mais seulement « exactions ». Elle estime que le programme met l'accent sur le développement économique relatif à la colonisation, en sous-estimant le reste, et que le combat mené pour l'indépendance autour de Patrice Lumumba est passé sous silence, cette indépendance étant décrite comme un fait naturel et non le produit d'une lutte.
En janvier 2018, elle interpelle les ministres Guy Vanhengel et Didier Gosuin sur le risque de pénurie de médecins généralistes à Bruxelles. Le mois suivant, elle critique la nouvelle clé de répartition des numéros Inami choisie par le gouvernement fédéral qui, selon elle, entraînerait la perte d'une centaine de médecins à Bruxelles.
Elle critique en 2018 le « Plan Canal » élaboré par le ministre de l'Intérieur, Jan Jambon, censé lutter contre l'islamisme et la radicalisation. Elle estime en effet qu'il n'est pas nécessaire d'augmenter les effectifs de police, mais qu'il faut « plus d'humanité pour empêcher les gens de se radicaliser ». Selon elle, Molenbeek n'a pas besoin de « Plan Canal » mais d'un plan socio-économique. Elle regrette de plus le manque de police de proximité, des agents qui pourraient s'occuper notamment des tapages nocturnes, et déplore également que « personne ne s'occupe de la sécurité routière »,. Après la réaction du ministre de l'Intérieur, elle précise ses propos : « Je n’ai jamais dit qu’il fallait qu’il n’y ait plus de plan Canal et je pense qu’il y a eu une mécompréhension puisqu’au contraire, ce que j’ai reproché à Madame Schepmans, c’est de ne pas avoir assez bien négocié le plan Canal, de ne pas avoir demandé assez de policiers ».
En juin 2018, alors qu'elle est en campagne pour devenir bourgmestre de Molenbeek, elle déclare que, depuis les attentats de 2015 à Paris, la stigmatisation de la population de Molenbeek, et en particulier celle d’origine maghrébine, a augmenté. Elle estime qu'il n'est pas possible de « parler de l’islam et des musulmans comme d’un bloc » et qu'il existe « autant d’islams que de musulmans », et qu'« il y a plusieurs communautés, plusieurs islams ».

### Accusation de violence physique et de fraude sociale
Fin 2023, la bourgmestre Catherine Moureaux est accusée par son échevin chargé de la mobilité, de l’environnement, des plantations et des espaces verts Abdallah Achaoui, membre du même parti, de racisme et de l'avoir saisi par le cou. Il a ensuite affirmé avoir été placé en incapacité de travail pour les séquelles de ces faits, durant dix jours. Deux personnalités politiques bruxelloises (Rudi Vervoort et Karine Lalieux) ont tenté une médiation. À la suite de cette accusation de violence physique, des pressions humainement difficiles, la bourgmestre est en convalescence, sous certificat médical, pendant plusieurs mois. Elle est entre-temps remplacée par Amet Gjanaj.
De nombreuses plaintes, incidents et querelles ont eu lieu au sein de son Conseil communal et de l'administration de Molenbeek. Le président de la Fédération bruxelloise du Parti Socialiste Ahmed Laaouej s’est impliqué dans le conflit dans le but de fragiliser politiquement Catherine Moureaux. Celle-ci « a confiance en son parti
pour régler les choses ».
Début 2025, elle est accusée de fraude sociale par le conseiller communal MR Didier Van Merris.